# Rambo – Első vér
A Rambo – Első vér (eredeti cím: First Blood) 1982-ben bemutatott amerikai akciófilm Ted Kotcheff rendezésében, melyben először szerepel John Rambo vietnámi háborús veterán. A film David Morrell 1972-es azonos című regénye alapján készült. Producere Buzz Feitshans, vezető producere pedig Mario Kassar és Vajna András.
A főszerepet Sylvester Stallone játssza, ellenfelét, Will Teasle seriffet Brian Dennehy alakítja, míg Richard Crenna Samuel Trautman ezredesként tűnt fel.
A film 1982. október 22-én jelent meg a mozikban.
Általánosságban vegyes véleményeket kapott a kritikusoktól, jegyeladások tekintetében jól teljesített és további négy folytatás készült.

## Cselekmény
|  | Alább a cselekmény részletei következnek! |

Miután Rambo Vietnámból hazatért az Államokba, évekig csavargóként élt, csak az országot járta. 1982 decemberében úgy dönt, felkeresi az egyik régi társát a Különleges Erőktől, Delmore Barryt, aki Washington államban élt. Miután rátalál a házára, amelyben már mások laknak, megtudja, hogy barátja Vietnámból történt hazatérése után rákban meghalt. Rádöbben: ő az egyetlen megmaradt ember az Alpha-csapatból. Nem bírja feldolgozni a történteket, ezért továbbindul. Kóborlásában egy Hope nevű kisvárosba ér, ahol kiváltja a helyi seriff, Will Teasle nemtetszését. Hogy megelőzze a bajt, a seriff elviszi és kirakja a város határában Rambót, ám a férfi nem hajlandó távozni, visszafordul. Teasle észreveszi, így végül letartóztatja.
A seriff hivatalában Rambo még mindig nem hajlandó megszólalni, majd itt is kiváltja a tisztek haragját. Erőszakkal ujjlenyomatot vesznek tőle és tűzoltótömlővel megfürdetik. A szadista kínzások és megaláztatások során, a borotválásnál előtörnek belőle a régi fogolytábori emlékek, szabadulnia kell minden áron, a rendőrőrsöt romba döntve elmenekül. A közeli erdőben már elemében van. Kiképzésének köszönhetően fenntartja magát: ruhát csinál magának és vadászik. Teasle és csapata azonban üldözőbe veszi.
Az erdőben ismét Rambo győzedelmeskedik. Csapdákat állít üldözőinek, kicselezi őket, majd közli a késével sakkban tartott Teasle-lel, hogy az ő vadászterületén semmi esélye. A seriff azonban nem hátrál meg, kihívja a Nemzeti Gárda 200 fős csapatát. A helyszínen megjelenik a média is, így teljes hajtóvadászat indul a vietnámi veterán után. Aztán egyszer csak megjelenik Rambo régi parancsnoka, Samuel Trautman is, aki figyelmezteti Teasle-éket, hogy Rambóval szemben semmi esélyük, de a seriff nem tágít Rambo elfogásától. Trautman rádión beszél egykori katonájával, aki egy elhagyott bányában bújik meg egy szerzett adóvevővel. Az ezredes megkéri Rambót, adja fel magát, de az egykori katona csak azt hajtogatja, hogy nem ő kezdte a harcot. Ezalatt Teasle és csapata beméri a rádiójelet.
Másnap a Nemzeti Gárda egy csapata érkezik a bányához és némi tűzharc után egy rakétavetővel belőnek a bejáratába, beomlasztva azt, így elzárva Rambót a külvilágtól. Mindenki azt hiszi, hogy halott, bár Trautman gyanítja, hogy mégsem az. Rambo hosszú mászás után egy másik kijáraton kijut a felszínre, egy katonai teherautó megszerzésével fegyverhez jut és behatol a városba. Felrobbantja a benzinkutat, majd elvágja az egész város világítását.
Teasle teljes kiürítést rendel el és úgy dönt, maga intézi el Rambót, hiába próbál meg Trautman a lelkére beszélni. Rambo a rendőrség épületében is elrontja a világítást, majd az épületet szétlőve behatol Teasle-t megkeresni. Észreveszi, hogy a seriff a tetőről akarja lelőni, de a tetőablakon keresztül nem találja el, azonban Rambo belülről megsorozza a tetőt és az így megsebesített seriff az ablakon át bezuhan az épületbe.
Teasle harcképtelenül is provokálja, hogy fejezze be, amit elkezdett, de megjelenik Trautman ezredes, és rászól Rambóra, elmondja, hogy semmi esélye a körülvett épületből kijutni, és hogy vége az egésznek. Rambo erre a fejéhez vágja, hogy semminek nincs vége, a harcok a lelkében tovább élnek, hiába ért véget a háború, ráadásul habár katonaként fontos volt, és megbíztak benne, a civil életben senki sem kíváncsi rá. Majd zokogásban tör ki, és előtör belőle az összes fájdalom, amit az elvesztett bajtársak és a háború borzalmai okoztak. A film zárójelenetében Teasle-t ellátják a mentők, Trautman pedig kijön Rambót támogatva, aki megadja magát korábbi, gyakorlatilag apjaként funkcionáló parancsnokának.
|  | Itt a vége a cselekmény részletezésének! |

## Szereplők
| Szereplő                          | Színész            | Magyar hang       |
| --------------------------------- | ------------------ | ----------------- |
| John J. Rambo                     | Sylvester Stallone | Gáti Oszkár       |
| Will Teasle seriff                | Brian Dennehy      | Kránitz Lajos     |
| Samuel Trautman ezredes           | Richard Crenna     | Versényi László   |
| Arthur Galt seriffhelyettes       | Jack Starrett      | Cs. Németh Lajos  |
| Lester seriffhelyettes            | Alf Humphreys      | Holl Nándor       |
| Ward seriffhelyettes              | Chris Mulkey       | Konrád Antal      |
| Mitch seriffhelyettes             | David Caruso       | Schnell Ádám      |
| Shingleton seriffhelyettes        | David L. Crowley   | Balázsi Gyula     |
| Balford seriffhelyettes           | Michael Talbott    | F. Nagy Zoltán    |
| Orval                             | John McLiam        | Dobránszky Zoltán |
| Dave Kern állami rendőrparancsnok | Bill McKinney      | Kárpáti Tibor     |
| Clinton Morgan hadnagy            | Patrick Stack      | Varga Tamás       |

## A film készítése
Különféle forgatókönyvek készültek Morrell regényéből, de mind a papírkosárban landolt. Majd rátaláltak a Rocky című filmmel befutott Stallonéra, aki támogatta a projektet, mivel neki is szüksége volt egy kasszasikerre. Sztárrá válásának köszönhetően bele tudott szólni a forgatókönyv írásába, így érte el, hogy a filmben érzőbbé tegye John Rambo karakterét. Miközben Morrell regényében Rambo sokat megöl a rendőrök közül, a filmben csupán csak egy rendőr hal meg – őt Rambo önvédelemből megdobja egy kővel, amikor üldözője egy helikopterből rá akar lőni, így a rendőr elveszti egyensúlyát és lezuhan.
Rambo megformálására Terence Hillt kérték fel, de ő nem akart szerepelni a szerinte túlzottan erőszakos filmben. Eredetileg Samuel Trautman ezredes szerepét Kirk Douglas játszotta volna, de Douglas azt akarta, hogy a film Rambo halálával érjen véget. Mikor ezt nem voltak hajlandóak teljesíteni, kiszállt a produkcióból, és a helyére beugró Richard Crennát választották, akinek ez lett a leghíresebb szerepe. Eredetileg Rambo a regényhez hasonlóan a filmben is meghalt volna. Le is forgatták ezt a jelenetet, de a készítők úgy döntöttek, Rambo maradjon életben, mert úgy lehetőség lesz folytatás(ok) elkészítésére. A kérdéses jelenet, melyben Trautman megöli tanítványát, a negyedik részben tűnik fel, Rambo rémálmaként.

## Kritikai fogadtatás
A film elég jó kritikákat kapott. Chuck O' Leary dicsérte a film érzelmes befejezését, Stallone alakítását és Jerry Goldsmith zenéjét. A rajongók jogosan tekintik ezt a filmet nemcsak a '80-as évek, de a világ egyik legjobb akciófilmjének is.

## A Rambo-sorozat
A Rambo első részét nem múlták felül a későbbi folytatások. A Rambo II. az 1985-ös év második legnagyobb kasszasikere lett a Vissza a jövőbe után. A Rambo III.-ban megint csak voltak drámaibb pillanatok, de már az sem nyerte el sokak tetszését.
Egy kisebb vita is kitört a sorozattal kapcsolatban, mivel Ronald Reagan nyíltan kimondta, hogy csodálja Rambót (beceneve ettől kezdve Ronbo lett).
A 2008-as negyedik Rambo-film a John Rambo címet kapta. A Rambo V. – Utolsó vér című befejező rész 2019-ben jelent meg.

## Érdekességek
- Az egyik kaszkadőr eltörte a gerincét, amikor átugrott egy rendőrautót.
- Japánul a Rambo vad, durvát jelent.
- A Warner Brothers stúdió is gondolkozott azon, hogy a könyvből csinál filmet, Clint Eastwood, Steve McQueen, Al Pacino és Dustin Hoffman főszereplésével.
- A producerek azon is gondolkodtak, hogy John Travolta szerepeljen-e az egyik Rambo részben.
- Azt a jelenetet, ahol Rambo leugrik a szikláról, maga Stallone csinálta meg. A rendező próbálta meggyőzni, hogy ne ő csinálja, mert túlságosan veszélyes. Aggodalma nem volt megalapozatlan, mivel Stallone három bordáját törte el a felvételkor.
- Sylvester Stallone 3,5 millió dollárt kért a szerepért. Mario Kassar és Andrew Vajna producerek azt mondták, hogy maximum 2 millió dollárt kaphat. A többi 1,5 millió dollár a tévéadásokból származott.
- A filmnek csak 1995-re lett magyar szinkronja, addig mindig feliratosan vetítették.